# Trương Dực (nhà Minh)
Trương Dực (chữ Hán: 张翼, ? – 1393), người Lâm Hoài , tướng lĩnh đầu đời Minh trong lịch sử Trung Quốc.

## Cuộc đời và sự nghiệp
Cha Trương Dực là Trương Tụ, giữ chức Tiền dực nguyên soái, theo nghĩa quân của Chu Nguyên Chương bình định Giang Nam, Hoài Đông, tích công để được làm đến Đại Đồng vệ Chỉ huy đồng tri, rồi trí sĩ.
Dực đi theo cha trong quân ngũ, nhờ kiêu dũng thiện chiến mà được làm đến Phó thiên hộ, rồi kế thừa chức vụ của cha. Tiếp đó Dực tham gia chinh chiến ở Thiểm Tây, trấn áp phản loạn, nhờ công được cất nhắc làm Đô chỉ huy thiêm sự, rồi tiến làm Thiêm đô đốc phủ sự. Tiếp đó nữa Dực theo Lam Ngọc chinh chiến ở Vân Nam, đánh hạ Phổ Định, Khúc Tĩnh; chiếm Hạc Khánh, Lệ Giang, tiễu trừ 700 tổ chức nghĩa quân; lật nhào Kiếm Xuyên, công kích Thạch Môn.
Năm Hồng Vũ thứ 17 (1384), triều đình luận công, Dực được phong Hạc Khánh hầu, ăn lộc 2500 thạch/năm, còn có thế khoán. Năm thứ 26 (1393), Dực bị liên lụy vụ án Lam Ngọc, chịu tội chết. Dực là 1 trong 6 vị hầu tước của vụ án Lam Ngọc (còn lại là Tào Chấn, Trần Hoàn, Trương Ôn, Chu Thọ, Tào Hưng).